# Finestra inginocchiata

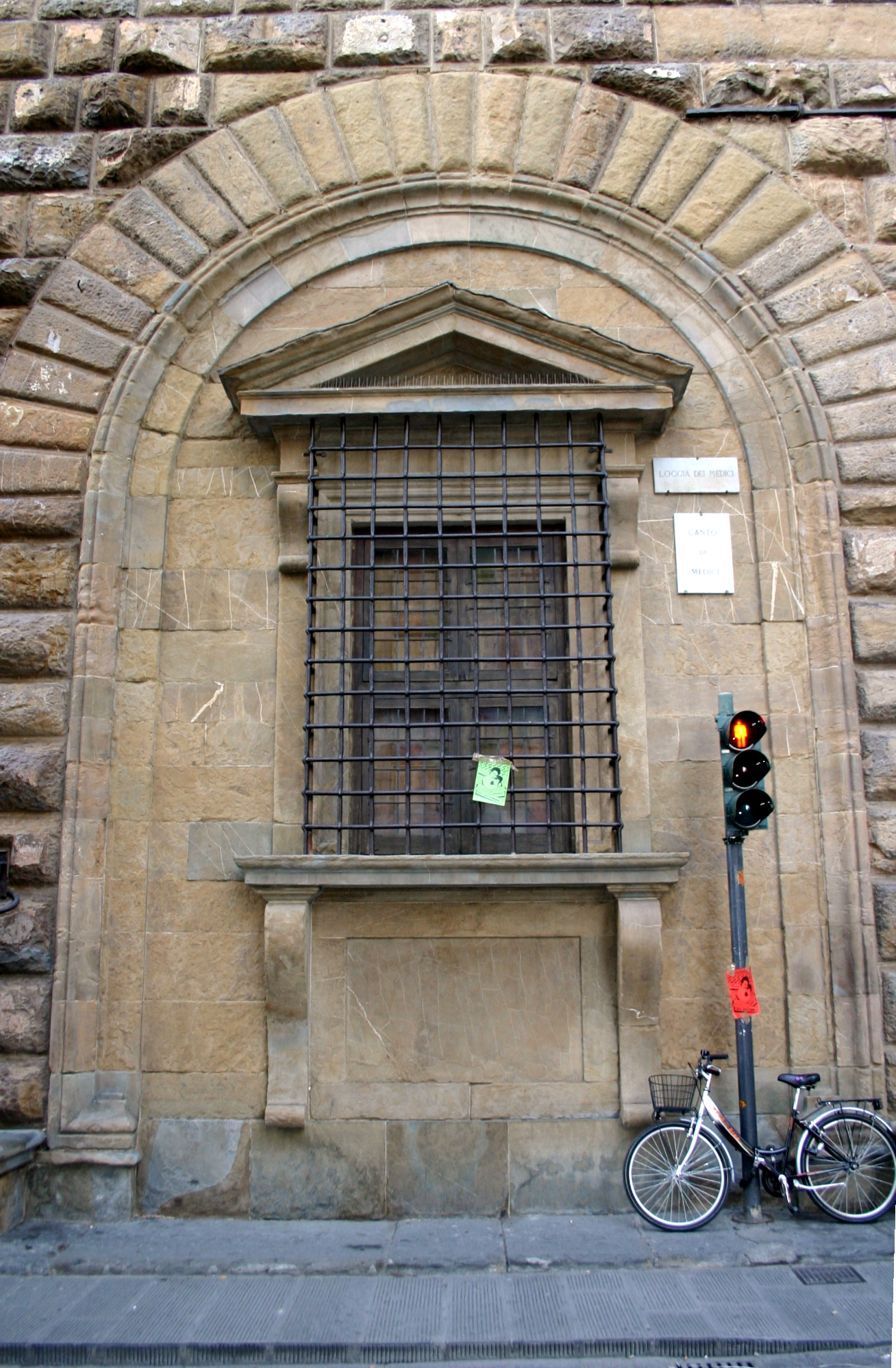
Michelangelo Buonarroti (Entwurf), Finestra inginocchiata, 1517, Pietra forte, Palazzo Medici Riccardi, Erdgeschoss

Eine finestra inginocchiata (italienisch, deutsch: „kniendes Fenster“) ist ein Fenstertyp der italienischen Renaissance, der auf Michelangelo Buonarrotis Rahmengestaltung zweier Erdgeschossfenster am Palazzo Medici in Florenz im Jahr 1517 zurückgeht und der seit dem 16. Jahrhundert vor allem in der Toskana verwendet wurde. Zu den Architekten, die finestre inginocchiate verwendet haben, gehörten beispielsweise Bartolomeo Ammannati und Bernardo Buontalenti.
Die Fensterbank bei dieser vor allem im Erdgeschoss verwendeten Fensterform ruht auf vorkragenden, oft volutenförmigen Konsolen, die an Unterschenkel mit Füßen und Knien erinnern und zugleich die Fensterbrüstung rahmen. Gelegentlich sind die Konsolen wie Löwenbeine geformt. Die Brüstungsfläche zwischen den Konsolen kann mit einem Flachrelief verziert sein.

Nach den italienischen Renaissance-Vorbildern wurde das Gestaltungsmotiv der „knienden Fenster“ in der europäischen Hocharchitektur des Barock und Klassizismus wiederholt aufgegriffen. 

Rezeption der „knienden Fenster“
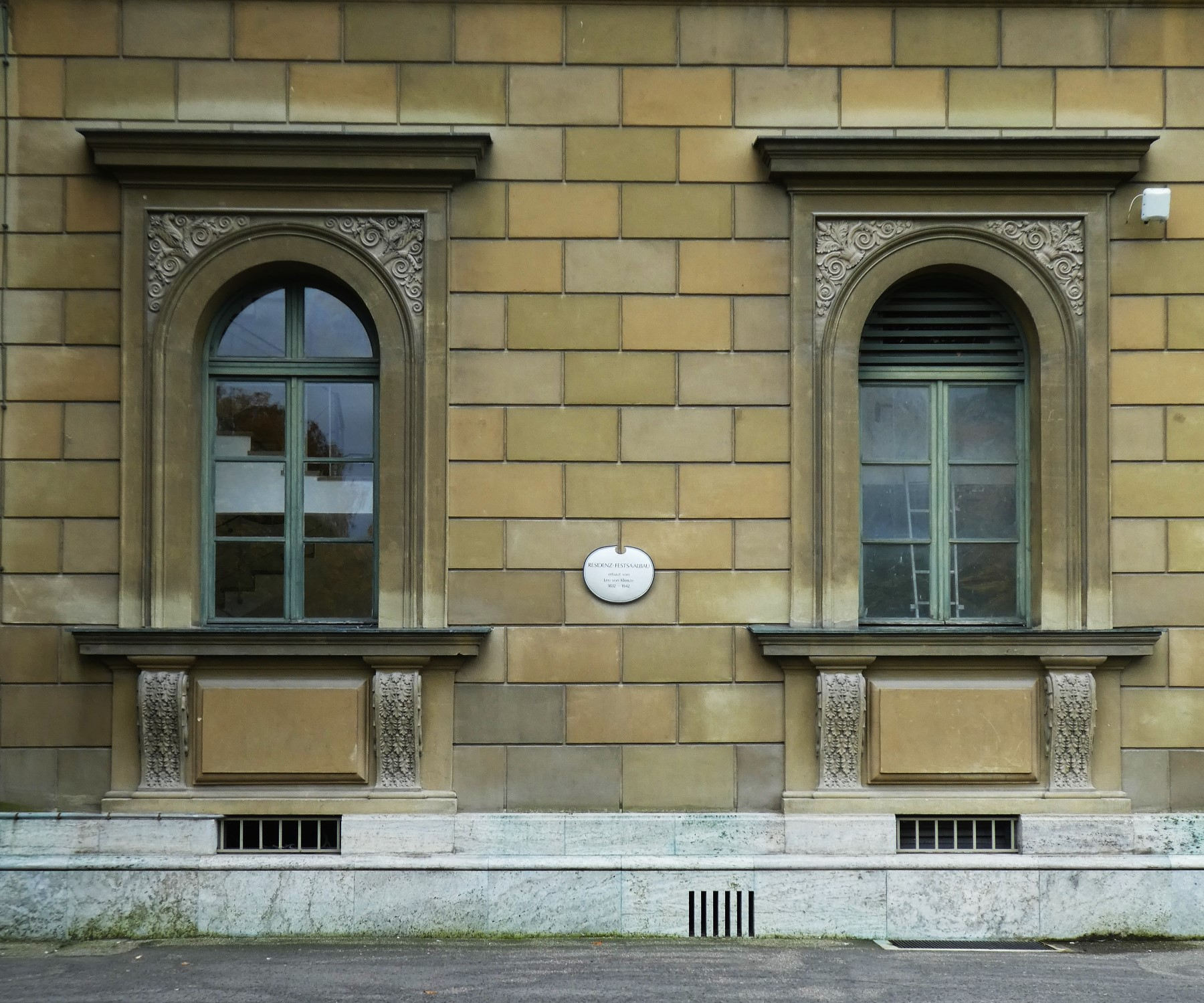
Residenz München (Nordfassade)
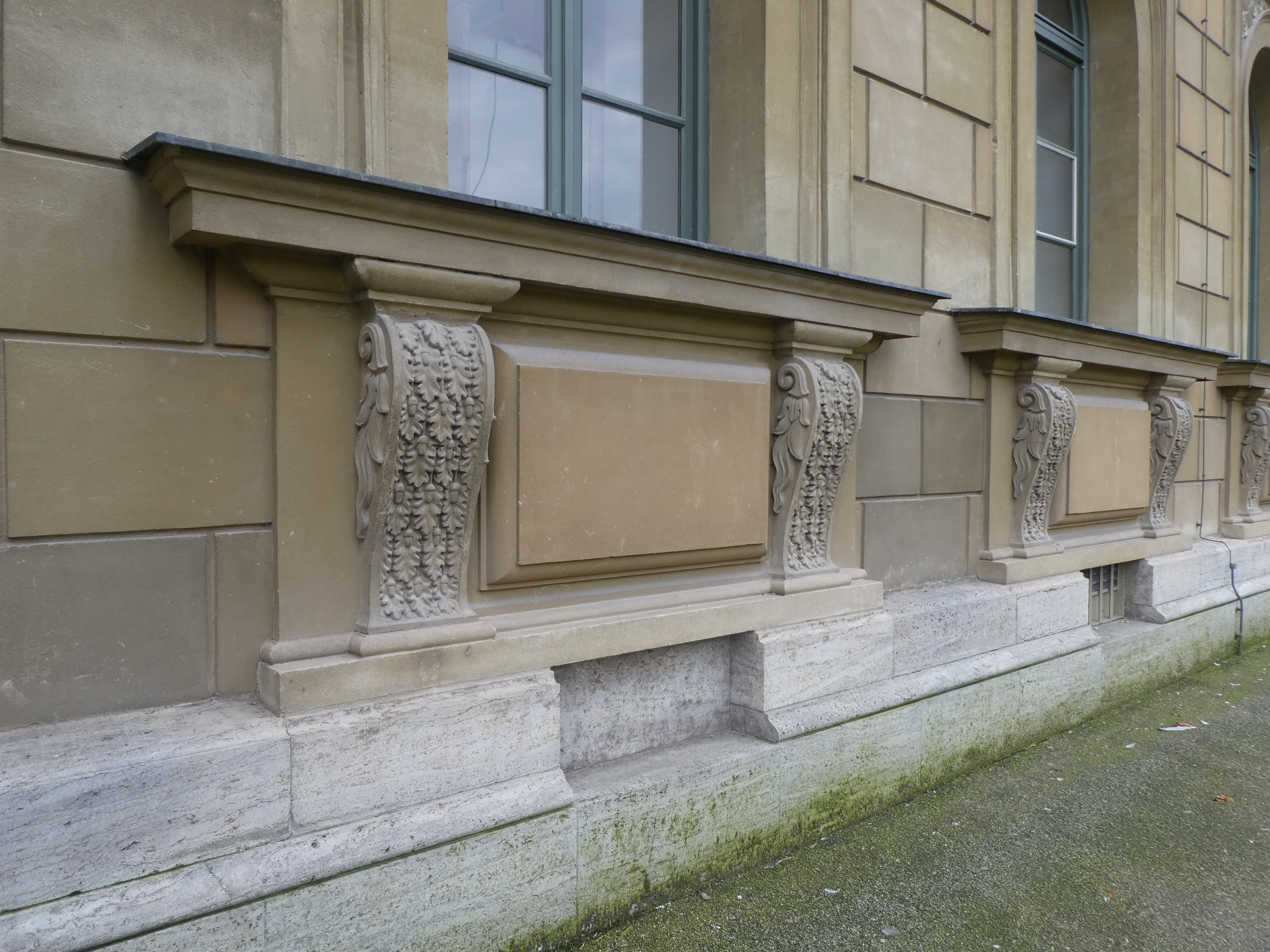
Residenz München (Nordfassade), Detail